# Live in Tokyo (Juno Reactor)
Live in Tokyo – koncertowe wydawnictwo muzyczne (DVD) brytyjskiego zespołu Juno Reactor wydane 21 stycznia 2005 roku w Stanach Zjednoczonych przez wytwórnię Metropolis Records. Album ten jest zagraniczną reedycją DVD wydanego w 2001 roku w Japonii - Shango Tour 2001. Jest to zapis audiowizualny koncertu zespołu w Tokio, który był częścią większej trasy koncertowej Shango Tour promującej krążek Shango. Utwory znajdujące się na albumie należą do nurtu muzyki psychedelic trance oraz goa trance.

## Lista utworów
1. The Forest (4:26)
2. Conga Fury (7:50)
3. Laughing Gas (7:09)
4. Komit (7:06)
5. Vocal and Drums (2:17)
6. Feel the Universe (8:57)
7. God Is God (6:50)
8. Hule Lam (4:22)
9. Pistolero (6:47)
10. Biot Messiah (8:37)
11. Insects (6:14)
12. Guardian Angel (5:43)
13. Masters of the Universe (6:11)
14. Mars (6:32)
15. Drums for Tomorrow